# Amsterdam-Centrum
Amsterdam-Centrum är den innersta stadsdelen i den nederländska huvudstaden Amsterdam. Det är den nyast definierade stadsdelen och fick sin nuvarande form 2002. 
Stadsdelen hade 2003 totalt 78 946 invånare och en total area på 8,02 km² (varav 0,22 km² utgörs av vatten).

## Administration
Stadsdelen styrs av en exekutiv och en stadsdelskommitté. Sedan valet 2018 utgörs den exekutiva kommittén av Mascha ten Bruggencate (D66, ordförande), Micha Mos (Grön vänster) och  Ilse Griek (Grön vänster). Den exekutiva kommittén utses och kontrolleras av stadsdelskommittén. Stadsdelskommittén väljs i samband med kommunvalet och bestod ursprungligen av 27 ledamöter men utökades 2006 med två ledamöter.

## Områden
Stadsdelen består av 14 områden: Binnenstad (bestående av delarna Burgwallen Oude Zijde och Burgwallen Nieuwe Zijde), Grachtengordel (inklusive distriktet Negen Straatjes),  Haarlemmerbuurt, Jodenbuurt, Jordaan, Kadijken, Lastage, Oosterdokseiland, Oostelijke Eilanden (inklusive Czaar Peterbuurt), Plantage, Rapenburg, Uilenburg, Westelijke Eilanden och Weteringschans.
Områdena är traditionellt definierade och har ingen administrativ betydelse.

## Världsarv
Området Grachtengordel (kanaldistriktet) blev utsett till världsarv av Unesco 2010. Det ligger i centrum och består av fyra kanaler som går runt den innersta stadskärnan och ner till sydöst där de ansluter till floden Amstel.

## Galleri

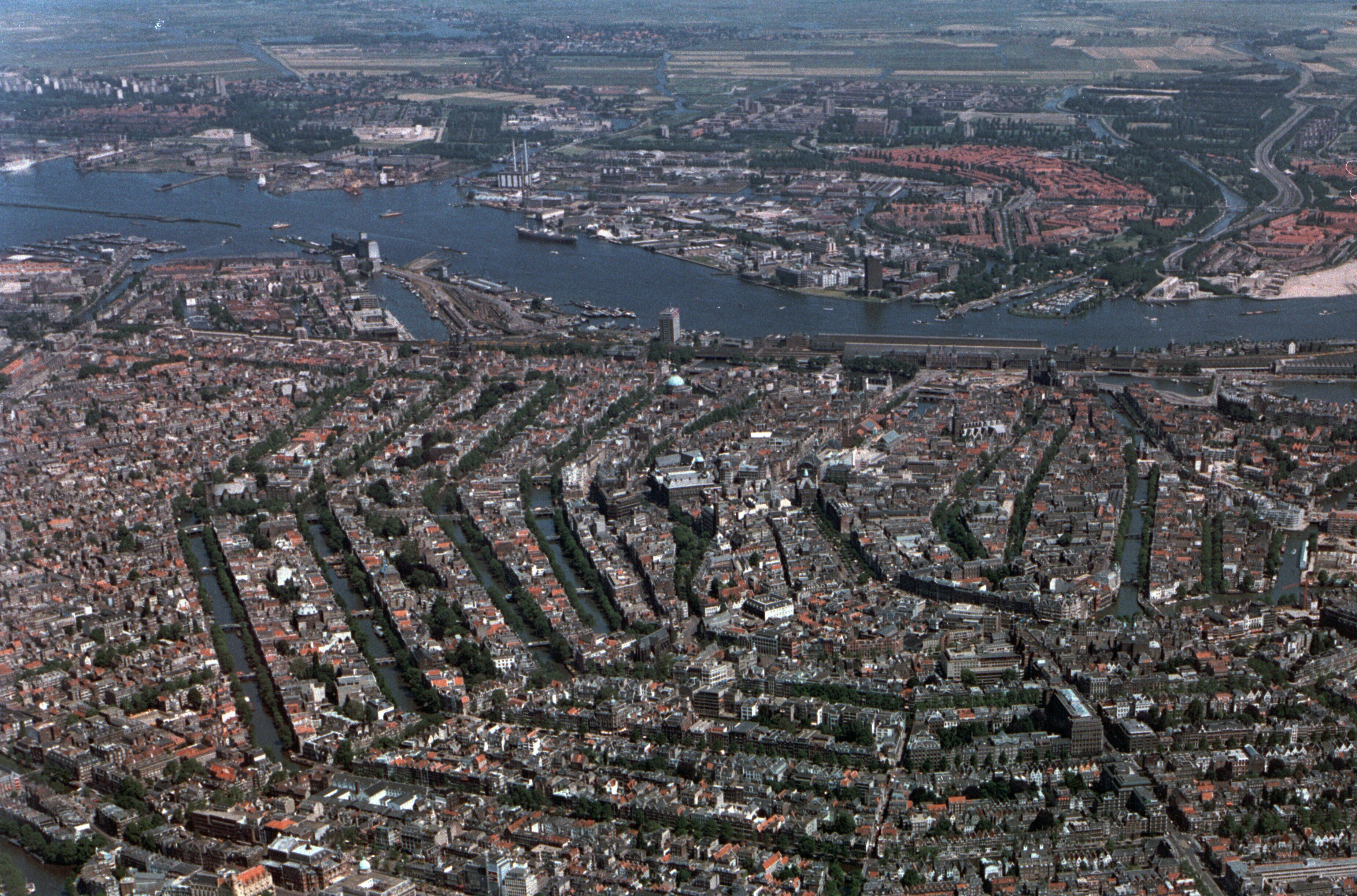
Flygfoto över centrala Amsterdam.
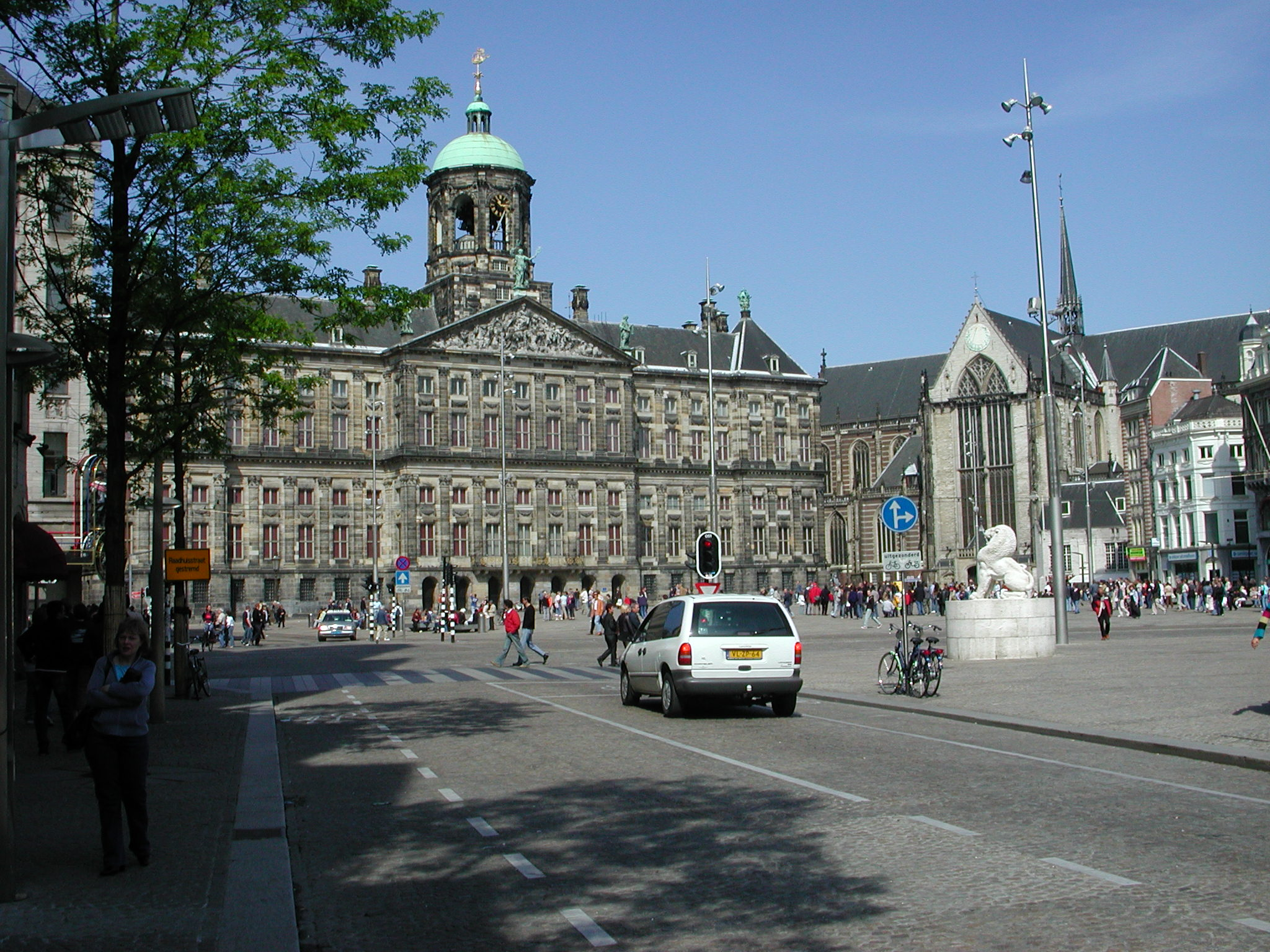
Torget Dam, med det Kungliga slottet i bakgrunden.